# Widerspruch – Beiträge zu sozialistischer Politik

Deck aus dem Jahr 2009

Widerspruch – Beiträge zu sozialistischer Politik (in eigener Schreibweise WIDERSPRUCH) ist eine halbjährlich erscheinende Schweizer Zeitschrift.

## Programm
In jeder Ausgabe diskutieren jeweils über 25 Autoren und Autorinnen aus der Schweiz, aus Deutschland und Österreich ein Einzelthema in kontroverser Form, meistens sind es dabei Themen aus der sozialistischen Politik der Schweiz. Die Zeitschrift sieht sich als unabhängig von Parteien und anderen politischen Organisationen an.  Die Zeitschrift ist in broschierter Form im Abonnement oder als Einzelheft in Buchhandlungen oder via Selbstvertrieb erhältlich. Jede Ausgabe umfasst rund 240 Seiten, wird in einer Erstauflage von 2500 Exemplaren gedruckt und findet eine breite Resonanz. Einige Schweizer Bibliotheken führen den Widerspruch in ihrem Bestand. Die Zeitschrift wird von rund 1400 Abonnenten bezogen. Die Autoren des Widerspruchs erhalten für ihre Beiträge kein Honorar.

## Geschichte
Erstmals erschien die Zeitschrift 1981 in einer Auflage von 600 Exemplaren – redaktionell verantwortet von einem Redaktionskollektiv mit zehn Mitgliedern. Zu den Gründungsmitgliedern zählten u. a. der Gewerkschafter Franz Cahannes und der Journalist Urs Rauber.
Über drei Jahrzehnte hinweg wurde der Widerspruch von Mitgründer Pierre Franzen (1946–2023) zusammen mit den beiden langjährigen Redaktoren Urs Sekinger und Walter Schöni produziert. Seit der Nummer 62 vom Frühjahr 2013 erscheint die Zeitschrift im Zürcher Rotpunktverlag. Einer sechsköpfigen Redaktion steht ein rund zwanzigköpfiger Beirat zur Seite. Zu dessen Mitgliedern zählen u. a. die Historikerin Tove Soiland, der Politiker Franco Cavalli wie auch die beiden Gründungsmitglieder der Zeitschrift, Pierre Franzen und der Publizist Stefan Howald.
Bereits ab der zweiten Nummer wurde jedes Heft in einer Dreiteilung, gegliedert in „Themenschwerpunkt“, „Diskussionsteil“ und „Rezensionsteil“, gestaltet, was bis heute so geblieben ist.

## Pressestimmen
«Die Zürcher Halbjahreszeitschrift bedient ein intellektuell anspruchsvolles Publikum, das sich nicht abfindet mit den jeweils neuestens Slogans à la mode. Aber gerade das hartnäckige Bohren dicker Bretter ist die Stärke der Zeitschrift.»

«Analytisch und kämpferisch macht die Zeitschrift Widerspruch im Heft 52 die gesellschaftliche Ungleichheit zum Thema.»

«Unter dem Titel ‹Sicherheit, Freiheit, Globale Gerechtigkeit› versammelt die Zürcher Zeitschrift ‹Widerspruch› in ihrer neuesten Nummer nun einige bedenkenswerte Aufsätze darüber, was nach 1989 wirklich passiert ist.»